# Dindica pallens
Dindica pallens Inoue, 1990  è un lepidottero appartenente alla famiglia Geometridae, endemico delle Filippine.